# ZSU-57-2
Le ZSU-57-2 est un véhicule d'artillerie sol-air légèrement blindé conçu par l’Union soviétique pour succéder au ZSU-37. Il est entré en service dans les forces armées de ce pays en 1955. « ZSU » est l'abréviation de « Zenitnaya Samokhodnaya Ustanovka » (en russe : Зенитная Самоходная Установка), signifiant : « système automoteur antiaérien ».

## Histoire
À la fin de la Seconde Guerre mondiale, les Soviétiques cherchent à remplacer le ZSU-37 dont les capacités sont considérées comme trop limitées. Un premier projet basé sur le châssis du char T-34 est refusé en février 1946 en faveur d’une proposition de Vassili Grabine, ingénieur en chef de l’usine nº92 Joseph Staline de Gorky et créateur du canon ZiS-3. Cette idée repose sur la mise au point d’un canon automatique à tir rapide de calibre 57 mm qui serait utilisé en double sur un châssis de char T-54. La définition du projet, désormais connu sous le nom d’Objet 500, est terminée en 1948 et la production du prototype commence à l’été 1950. Celui-ci est prêt un peu moins d’un an plus tard, au printemps 1951, et les tests durent jusqu’en 1954. Le véhicule entre officiellement en service le 14 février 1955 sous le nom de ZSU-57-2. Les limites montrées par la plateforme pour engager les avions volant à basse altitude et haute vitesse font envisager sa modernisation dès 1957, pour la doter notamment d’un radar, toutefois le projet est abandonné en faveur de la conception d’un nouveau véhicule. Pour cette raison, le ZSU-57-2 n'est produit que pendant une période assez brève, de 1957 à 1960, pour un total de 2 023 unités.
Le ZSU-57-2 est engagé au combat pour la première fois lors de la guerre des Six Jours dans les armées égyptienne et syrienne ainsi que pendant la guerre du Kippour. Il est également utilisé par le Viet Cong lors de la guerre du Viêt Nam, avec des résultats mitigés. Il est également présent en faible quantité dans l’armée irakienne pendant la guerre du Golfe pendant laquelle il abat au moins un appareil de la coalition. Il est encore employé par différents belligérants des guerres de Yougoslavie, bien que la plupart du temps contre des cibles au sol ; son efficacité contre les appareils de l’OTAN lors de la campagne de bombardement de 1999 soit nulle.

## Caractéristiques

### Motricité
Le ZSU-57-2 est construit sur la base d’une version allégée du châssis du char T-54. Cette version étant nettement moins blindée que la version standard, elle permet de se dispenser d’une roue de route de chaque côté, la masse à supporter étant moins importante. La masse réduite, environ 28 t, permet en outre une autonomie d’environ 420 km, similaire à celle des blindés à escorter, mais avec moins de carburant, les réservoirs contenant 640 l.
En dehors de ces quelques différences, le ZSU-57-2 est mécaniquement très similaire au T-54 modèle 1951.

### Armement
Les deux canons S-68 de 57 mm confèrent au ZSU-57-2 une puissance de feu sans égal à son époque pour un véhicule de ce type : ils peuvent tirer jusqu’à deux cent quarante obus par minute, dont la vitesse de sortie de bouche est d’environ 1 000 m/s. La portée horizontale, lors d’engagements contre des cibles au sol, est d’environ 12 km contre 6 km environ lors des tirs contre aéronefs. La masse réduite de la tourelle permet de déplacer rapidement l’armement en traverse, jusqu’à 30°/s.
Le véhicule emporte trois cents obus, pesant chacun 2,8 kg, dont deux cent quarante-huit sont prêts à l’usage dans leur chargeur et cinquante-deux en vrac. Ces obus peuvent être de deux types : explosif ou perforant, ce dernier pouvant traverser environ 110 mm de blindage.

### Protection
Bien qu’employant le même châssis que le char T-54, le ZSU-57-2 est considérablement moins protégé, avec seulement 18 mm de blindage sur l’avant de la caisse en lieu et place des 100 mm du T-54. De même, le blindage de la tourelle n’est suffisant que pour protéger des éclats d’obus et des projectiles d’armes légères, tandis que l’absence de toit rend l’équipage très vulnérable à toutes les attaques provenant d’en haut.

## Variantes
Deux variantes sont étudiées pour le ZSU-57-2, aucune ne dépassant cependant le stade de prototype. L’Objet 520, testée entre 1958 et 1959, est dotée d’une amélioration du système de visée. L’Objet 510 était une expérience visant à guéer des étendues d’eau, et consistant à attacher au véhicule un ensemble de pontons, dit PST, permettant la flottaison. Le système est conçu de telle sorte que le ZSU-57-2 peut tirer tout en flottant du moment que l’eau n'est pas trop agitée et surnager de la sorte sur une distance de près de 100 km. Le dispositif est en revanche très encombrant et augmente considérablement la largeur et la longueur du véhicule.

## Culture populaire
Le ZSU-57-2 apparaît dans le jeu vidéo War Thunder, il est présent dans les arbres de recherche soviétique, suédois, israélien et italien.